# Öratjärnen (Nordmalings socken, Ångermanland, 707046-168268)
Öratjärnen är en sjö i Nordmalings kommun i Ångermanland och ingår i Öreälvens huvudavrinningsområde. Sjön har en area på 0,131 kvadratkilometer och ligger 117,2 meter över havet. Sjön avvattnas av vattendraget Örabäcken.

## Delavrinningsområde
Öratjärnen ingår i det delavrinningsområde (707077-168216) som SMHI kallar för Utloppet av Öratjärnen. Medelhöjden är 136 meter över havet och ytan är 2,61 kvadratkilometer. Det finns inga avrinningsområden uppströms utan avrinningsområdet är högsta punkten. Örabäcken som avvattnar avrinningsområdet har biflödesordning 2, vilket innebär att vattnet flödar genom totalt 2 vattendrag innan det når havet efter 33 kilometer. Avrinningsområdet består mestadels av skog (84 procent). Avrinningsområdet har 0,12 kvadratkilometer vattenytor vilket ger det en sjöprocent på 4,6 procent.